# Ein Sommer in der Provence
Ein Sommer in der Provence (Originaltitel: Avis de mistral) ist eine französische Filmkomödie der Regisseurin Rose Bosch aus dem Jahr 2014. Der Kinostart in Deutschland und Österreich war am 25. September 2014.

## Handlung
Die Geschwister Léa, Adrien und ihr gehörloser kleiner Bruder Théo sollen die Sommerferien bei ihren Großeltern auf dem Land verbringen. Ihre Eltern leben nach 17 Jahren Ehe in Scheidung, der Vater lebt bereits seit einem Monat nicht mehr zusammen mit der Familie. Während Mutter Émilie beruflich unterwegs ist, werden die drei Geschwister mit dem Zug von ihrer Großmutter Irène von Paris in ein Dorf nahe Avignon in der Provence gebracht. Großvater Paul wird vor vollendete Tatsachen gestellt, da er über dieses Unterfangen nicht in Kenntnis gesetzt wurde.
Émilie hatte ihr Zuhause im Alter von 17 Jahren fluchtartig Richtung Paris verlassen, nachdem sie feststellte, dass sie schwanger war und Paul den Kindsvater nicht akzeptierte. Der Kontakt zwischen Tochter und Vater brach ab, nur mit ihrer Mutter Irène blieb Émilie in Verbindung.
So lernen sich die Jugendlichen Léa, Adrien, der kleine Théo und ihr Großvater Paul nun zum ersten Mal kennen. Während Paul aus Sicht der Enkel wie ein Spießer wirkt und sie sich nicht willkommen fühlen, hält er Adrien und Léa für unerzogen und respektlos. Der Generationenkonflikt und die Unterschiede zwischen Stadt und Land erschweren die Situation. Schon am zweiten Tag ihres Aufenthaltes ziehen Léa und Adrien einen Abbruch des Besuchs und eine Rückkehr nach Paris in Betracht, werden aber von ihrer Mutter via Skype überredet, der Situation noch eine Chance zu geben. Sie versuchen sich einzuleben und lernen das Landleben samt Dorffesten näher kennen. Der kleine Théo kommt seinem Großvater näher, indem er ihm bei der Arbeit im Gemüsegarten hilft. Adrien beteiligt sich an der Pflege der Olivenbäume seines Großvaters, und ihr Verhältnis entspannt sich allmählich.
Während sich Léa in den Pizzaverkäufer Tiago verliebt, flirtet Adrien mit der etwas älteren, attraktiven Eisverkäuferin Magali. Nachdem Adrien seinen Großvater Paul ohne dessen Einverständnis bei Facebook angemeldet hat, kommen einige von Pauls früheren Rocker-Freunden überraschend zu Besuch und lassen Erinnerungen an alte Hippie-Zeiten wiederaufleben.
Als Großvater Paul seine Enkelin Léa wegen ihres knappen Kleidungsstils auf einem Dorffest maßregelt, kommt es zu einem Streit, bei dem Paul sie zudem ohrfeigt. Daraufhin verlässt Léa zusammen mit Tiago für ein paar Tage das Dorf in Richtung Camargue. Als Großvater Paul erfährt, dass Tiago heimlich mit Drogen handelt, begibt er sich auf seinem alten Motorrad zusammen mit Adrien auf die Suche nach Léa und Tiago. Tatsächlich hat Tiago Léa LSD verabreicht, um sie zu ihrem ersten Sex zu überreden. Als Paul die beiden findet, richtet er sein Gewehr auf Tiago und zwingt ihn zur Flucht. Seine Enkelin Léa bringt er wieder ins Dorf zurück, lässt den Arzt kommen und versöhnt sich mit ihr.
Am Ende des Sommers begleitet Großvater Paul seine Enkelkinder zum Bahnhof, wo es zu einem Wiedersehen mit seiner Tochter Émilie kommt, die auf seine Einladung hin ein paar Tage in seinem Haus verbringt.

## Produktion
Die Dreharbeiten des Filmes fanden überwiegend im Ort Eygalières südöstlich von Saint-Rémy-de-Provence statt, ein paar Filmsequenzen wurden in der angrenzenden Gegend Camargue gedreht. Bei der südlichen Gegend der Alpillen handelt es sich um die Heimat der Regisseurin und Drehbuchautorin Rose Bosch.
Bei diesem Film handelt es sich nach Die Kinder von Paris um die zweite Zusammenarbeit zwischen Jean Reno und Rose Bosch.
Der Filmverleih erfolgte in Deutschland durch den Concorde Filmverleih, in Österreich durch den Filmladen Filmverleih.
Der Film ist seit 12. Februar 2015 auf DVD, Blu-ray bzw. digital erhältlich.

## Synchronisation
Die deutsche Synchronisation entstand nach einem Dialogbuch und der Dialogregie von Heike Kospach im Auftrag der Christa Kistner Synchronproduktion GmbH in Potsdam.
| Besetzung      | Rolle  | Deutsche Stimme   |
| -------------- | ------ | ----------------- |
| Jean Reno      | Paul   | Joachim Kerzel    |
| Anna Galiena   | Irène  | Andrea Aust       |
| Chloé Jouannet | Léa    | Maximiliane Häcke |
| Hugo Dessioux  | Adrien | Ricardo Richter   |
| Aure Atika     | Magali | Anna Grisebach    |
| Tom Leeb       | Tiago  | Till Endemann     |

## Kritiken
Die Regisseurin und Drehbuchautorin Rose Bosch selbst sagt über ihren Film, dass sie vor allem „Bilder von weitläufigen Horizonten, Freiheit und Lebensgefühl einfangen“ wollte. Dieser Aspekt wird von den meisten Kritikern besonders positiv erwähnt. So schreibt beispielsweise Michael Meyns:

„Gespür für die richtige Dosierung von Klischees und bekannten Erzählmustern besitzt Rose Bosch zwar nicht wirklich, doch zusammen mit ihrem Kameramann Stéphane le Parc gelingt es ihr, die malerische Landschaft der Provence in leuchtende Farben einzufangen, das traditionelle Dorfleben, die Feste des Sommers zu filmen und viel Atmosphäre zu erzeugen. In Kombination mit einem sympathischen Schauspielerensemble lassen sich so die unzähligen Klischees der Geschichte gut übersehen, so dass ‚Ein Sommer in der Provence‘ schließlich doch zu einem sehr leichten, luftigen Film wird.“

Die deutsche Film- und Medienbewertung FBW vergab trotz kritischer Anmerkungen das „Prädikat wertvoll“ an diesen Film.

„Alle Charaktere des Films sind gut gewählt und das Zusammenspiel mit Jean Reno als Großvater an der Spitze überzeugend. Die Kamera vermag stimmungsvolle Bilder der sommerlichen Provence zu zaubern, begleitet von einem schönen Score, der mit den legendären Songs der 70er zusätzlich angereichert wurde. Ein Teil der Jury bemängelte ein zuviel der in die Geschichte eingebrachten „Neben-Stories“, wie Großvater Pauls Alkoholismus, Léas Drogendealer-Freund und den Zerwürfnissen zwischen dem Großvater und der abwesenden Mutter.
Jedoch kam die Jury zu dem Schluss: Dieser Film soll in erster Linie eine leichte, beschwingte und reich bebilderte Sommer-Ferien-Geschichte in der herrlichen Provence sein – und das erfüllt er auch in jeder Weise!“